# The Best! ~Updated Morning Musume~
Albums de Morning Musume
13 Colorful Character
(2012) 14 Shō ~The Message~
(2014)
Compilations par Morning Musume
Coupling Collection 2
(2014)
Singles
1. Wakuteka Take a Chance
Sortie : 10 octobre 2012
2. Help Me!!
Sortie : 23 janvier 2013
3. Brainstorming / Kimi Sae Ireba Nani mo Iranai
Sortie : 17 avril 2013
4. Wagamama Ki no Mama Ai no Joke (/ Ai no Gundan)
Sortie : 28 août 2013

The Best! ~Updated Morning Musume~ (The Best！～Updated モーニング娘。～) est le cinquième album compilation du groupe Morning Musume, et son troisième "best of".

## Présentation
L'album sort le 25 septembre 2013 au Japon sur le label zetima, un an après le précédent album du groupe, 13 Colorful Character. Il est écrit, composé et produit par Tsunku. Il sort également dans une édition limitée au format "CD+DVD", avec une pochette différente et un DVD en supplément. Il atteint la 6e place du classement des ventes de l'oricon, et reste classé pendant sept semaines.
C'est le premier album du groupe avec la dernière membre de la "onzième génération" Sakura Oda intégrée en septembre 2012. C'est aussi son premier album à sortir après le départ de Reina Tanaka, qui a quitté le groupe en mai. L'album compile quinze chansons, pour la plupart ré-enregistrées.
Les sept premières sont des reprises d'anciens succès du groupe sortis en singles entre 1999 et 2006, ré-interprétées par les membres actuelles ; cinq d'entre elles (Love Machine, Renai Revolution 21, The Peace!, Sōda! We're Alive, The Manpower!) sont reprises par l'actuelle formation à dix membres (dont neuf sont arrivées après 2010), une autre (I Wish) est reprise à neuf sans Sayumi Michishige (la plus ancienne, arrivée en 2003), tandis que Michishige reprend en solo la septième (Aruiteru, à laquelle elle avait participé en 2006 ; elle avait également participé à The Manpower! en 2005).
Les sept chansons suivantes sont tirées des six derniers singles du groupe sortis durant les dix-huit mois précédents, auxquels les membres présentes avaient participé (excepté Sakura Oda seulement présente sur les trois derniers). Les six premières d'entre elles ont cependant été elles aussi ré-enregistrées par la formation actuelle, sans les anciennes membres qui ont quitté le groupe depuis leurs sorties (Reina Tanaka, Risa Niigaki, et Aika Mitsui) ; la dernière d'entre elles (Wagamama Ki no Mama Ai no Joke) était sortie en single un mois auparavant, avec la même formation.
La quinzième et dernière chanson, Wolf Boy, est un nouveau titre enregistré pour l'album. Les cinq chansons issues des quatre derniers singles (Wakuteka Take a Chance, Help Me!!, Brainstorming / Kimi Sae Ireba Nani mo Iranai, et Wagamama Ki no Mama Ai no Joke / Ai no Gundan dont seule la première chanson est présente), sortis après le précédent album, étaient jusqu'alors inédites en album ; elles ne seront pas reprises sur l'album original suivant, et ne figurent donc que sur cette compilation.
Les cinq chansons les plus anciennes (Love Machine, I Wish, Renai Revolution 21, The Peace!, Sōda! We're Alive) figuraient déjà dans leur version d'origine sur les deux premiers albums "best of" du groupe, Best! Morning Musume 1 de 2001 et Best! Morning Musume 2 de 2004 (elles ont aussi figuré avec The Manpower! et Aruiteru sur sa compilation de singles All Singles Complete de 2007).

## Formation
Membres du groupe créditées sur l'album :
- 6e génération : Sayumi Michishige
- 9e génération : Mizuki Fukumura, Erina Ikuta, Riho Sayashi, Kanon Suzuki
- 10e génération : Haruna Iikubo, Ayumi Ishida, Masaki Satō, Haruka Kudō
- 11e génération : Sakura Oda

## Liste des titres
Toutes les chansons sont écrites et composées par Tsunku.
| 1.  | Love Machine (Updated) (LOVEマシーン ...)                              | 7e single (reprise)                               |  |
| 2.  | I Wish (Updated) (I WISH ...)                                          | 10e single (reprise, par les 9e, 10e et 11e gén.) |  |
| 3.  | Renai Revolution 21 (Updated) (恋愛レボリューション21 ...)             | 11e single (reprise)                              |  |
| 4.  | The Peace! (Updated) (ザ☆ピース ！ ...)                                | 12e single (reprise)                              |  |
| 5.  | Sōda! We're Alive (Updated) (そうだ！We're ALIVE ...)                  | 14e single (reprise)                              |  |
| 6.  | The Manpower! (Updated) (THE マンパワー！！！ ...)                     | 25e single (reprise)                              |  |
| 7.  | Aruiteru (Updated) (歩いてる ...)                                      | 31e single (reprise, par Sayumi Michishige)       |  |
| 8.  | Renai Hunter (Updated) (恋愛ハンター ...)                              | 49e single (reprise)                              |  |
| 9.  | One, Two, Three (Updated) (One・Two・Three ...)                        | 50e single (reprise ; co-face A)                  |  |
| 10. | Wakuteka Take a Chance (Updated) (ワクテカ Take a chance ...)          | 51e single (reprise)                              |  |
| 11. | Help Me!! (Updated) (Help me!! ...)                                    | 52e single (reprise)                              |  |
| 12. | Brainstorming (Updated) (ブレインストーミング ...)                     | 53e single (reprise ; co-face A)                  |  |
| 13. | Kimi Sae Ireba Nani mo Iranai (Updated) (君さえ居れば何も要らない ...) | 53e single (reprise ; co-face A)                  |  |
| 14. | Wagamama Ki no Mama Ai no Joke (わがまま 気のまま 愛のジョーク)        | 54e single (co-face A)                            |  |
| 15. | Wolf Boy (ウルフボーイ)                                                | Nouvelle chanson                                  |  |

| 1. | Wagamama Ki no Mama Ai no Joke (Dance Shot Ver. II) (わがまま 気のまま 愛のジョーク...) (Clip alternatif de la co-face A du 54e single) |  |
| 2. | Ai no Gundan (Dance Shot Ver. II) (愛の軍団...) (Clip alternatif de la co-face A du 54e single)                                         |  |
| 3. | Album Special Interview & Making Eizô (アルバムスペシャルインタビュー＆メイキング映像) (Interview et making of)                         |  |